# Modrost množic
Modrost množic (izvirno angleško The Wisdom of Crowds) je knjiga avtorja Jamesa Surowieckega iz leta 2004. 
Surowiecki predlaga hipotezo o agregaciji informacije v skupinah. Zagovarja trditev, da je v nekaterih okoliščinah skupinska odločitev boljša kot odločitev posameznikov. Hipotezo poskuša podkrepiti s številnimi primeri iz prakse, tudi s kratkimi zgodbami. Med drugim navaja začudenje Francisa Galtona, ki je nekoč opazoval ocenjevanje teže vola. Povprečje ocen navzočih je bilo bližje dejanski teži vola kot so bile posamične ocene govedorejskih strokovnjakov.

## Prednosti odločanja množic
Prednosti decentraliziranega skupinskega odločanja pred formalnim odločanjem skupin naj bi temeljile na naslednjem:
- Dojemanje (cognition):  ocenjevanje množice je lahko veliko hitrejše in manj odvisno od političnih vplivov kot so presoje strokovnjakov ali strokovnih komisij,
- Koordinacija obnašanja naj bi temeljila na nenavadno točnih skupnih ocenah o predvidenem ravnanju drugih članov iste skupnosti,
- Sodelovanje naj bi temeljilo na mrežah zaupanja, ki delujejo brez centralnega odločanja in vsiljevanja soglasja.

Surowiecki  predlaga splošni zaključek: »V množici glav je več modrosti kot v nekaj glavah«.

## Slabosti odločanja množic
Zelo številni pa so tudi primeri očitno zgrešenih ocen množic. Surowiecki trdi, da je vzrok tega preveliko zavedanje posameznikov o mnenjih drugih in razmere, v katerih so posamezniki posnemali ravnanje drugih, namesto, da bi ohranili neodvisnost svojega mnenja. Mnogo je primerov, ko se je množica uklonila prepričevalni moči govornika. Trdi, da je to posledica sistematične napake v postopku (kolektivnega) sprejemanja odločitev.
Po njegovem prednosti kolektivnega odločanja odpovedo, kadar so potlačene možnosti posameznikovega sklepanja na osnovi lastnih informacij. Takrat lahko množica kvečjemu doseže kakovost odločanja najbistrejših članov, ne pa več kot toliko. Nekateri primeri spodletelega kolektivnega odločanja so:
- Skupina je preveč homogena. Množica bo pametnejša od posameznika le, če se člani množice razlikujejo po vrednotah, načinu razmišljanja in imajo različne vire informacij.
- Odločanje je preveč centralizirano. Primer, ki ga navaja je katastrofa raketoplana Kolumbija, ki naj bi bila posledica hierarhičnega odločanja v NASA, kjer naj bi znanje tehnikov na nizki ravni bilo nedostopno pri odločanju na najvišji ravni,
- Informacije so preveč razdrobljene. Obveščevalne službe ZDA niso zaznale priprav na napad 9. septembra 2001, ker so bili obveščevalni podatki preveč razdrobljeni. Množica (v tem primeru varnostnih analitikov) bi delovala bolje, če bi posamezniki lahko izbirali, katere informacije potrebujejo. Nasprotni primeri so znanstvene raziskave, med drugimi o SARS virusu, ki so hitro napredovale, ker so bile posameznim raziskovalcem na razpolago dosežki kolegov.
- Delovanje je preveč posnemovalno. Kjer se odločitve sprejemajo zaporedno in so vmesne odločitve nekaterih javno znane, lahko pride do odločitvenega stampeda. Ostali odločevalci ne morejo koristno izrabiti svojih podatkov, ker so odločitve prve skupine prevladujoče. V tem primeru je najboljša strategija slediti tropu.
- Delovanje je preveč čustveno. Čustva pripadnosti ali sovražnosti med podskupinami povečujejo pritisk soudeležencev. Sprožijo čredni instinkt, in v skrajnih primerih vodiji v kolektivno histerijo.

## Predlog za prakso
Avtorjev predlog za prakso odločanja je, da bi organizirali informacijske trge oziroma borze. Znanih je že nekaj uspešnih primerov napovedovanja kompleksnih dogodkov z zbiranjem napovedi posameznikov. Pogoj je, da so zrelišča posameznikov različna, da pa imajo skupni cilj: čim boljšo napoved. Surowiecki obžaluje, da Agencija za napredne obrambne analize ZDA (DARPA) ni uspela s projektom »trg analiz politik«. Zaradi protislovnosti projekta, ki naj bi natančneje kot think-tank (možganski trust) napovedoval kompleksne dogodke, kot so državni udari, teroristični napadi, izidi volitev.

## Pomen za projekt Wikipedije
Delo Surowieckega je nedvomno relevantno za projekt Wikipedije. Wikipedija ni sistem odločanja, pač pa vir informacij. Za koncept kolektivnega odločanja je pomembno, da Wikipedija ne podaja enotnega (»avtoritativnega«) pogleda, ampak nevtralno podaja različna mnenja ("nepristransko stališče").
Posameznik se glede na druge svoje vire informacij in miselne vzorce odloča za nadaljnje iskanje ali sklep.
Tim O’Reilly in drugi diskutirajo  o Googlu, Wikijih, bloganju in Web 2.0 glede na modrost množic.